# アディントン
アディントンとは、ベルモット（ワイン）をベースとするカクテルであり、冷たいタイプのロングドリンク（ロングカクテル）に分類される。カクテル名の「アディントン」というのは、18世紀のイギリスの政治家ヘンリー・アディントンに因む。
なお、似たカクテルとして、アメリカーノがある。

## 標準的なレシピ
- ドライ・ベルモット ＝ 30ml
- スイート・ベルモット ＝ 30ml
- 炭酸水 ＝ 適量
- オレンジの果皮 （香り付け用）

### 作り方
オールド・ファッションド・グラス（容量180ml程度）など、適切なグラスに氷を入れ、そこにドライ・ベルモットを注ぎ、次にスイート・ベルモットを注ぎ、ステアする。その後、適量の炭酸水を注いでグラスを満たす。最後に、オレンジの果皮より精油を絞りかければ完成である。

### 備考
- 炭酸水を注いだ後に、軽くステアすることもある。ただし、その場合、なるべく炭酸が二酸化炭素となって逃げていってしまわないよう、必要以上のステアは避けなければならない。ちなみに、炭酸水を加える前のステアについては、特に注意すること（炭酸が抜けるようなこと）はないので、通常通り、しっかりと行えば良い。
- オレンジの果皮は、精油を絞りかけた後、そのままグラスに飾ってしまう場合もある[2]。

## 類似のカクテル
似たカクテルとして、アメリカーノが挙げられる。しかし、アメリカーノについては、ややこしいところがあるので、ここでの説明は行わない。アメリカーノの記事を参照のこと。

## 主な参考文献
- 稲保幸 『カクテルガイド』 新星出版 1997年4月15日発行 ISBN 4-405-09629-5
- 中村健二 『カクテル』 主婦の友社 2005年7月20日発行 ISBN 4-07-247427-4
- YYTproject 編集 『おうちでカクテル』 池田書店 2004年10月20日発行 ISBN 4-262-12918-7